# Berlinia sapinii
Berlinia sapinii är en ärtväxtart som beskrevs av De Wild. Berlinia sapinii ingår i släktet Berlinia och familjen ärtväxter. Inga underarter finns listade i Catalogue of Life.